# ふぁんた時間
ふぁんた時間（ふぁんたじかん）は、NTTラーニングシステムズが提供する、名作童話を映像絵本にした音声や動画によるコンテンツである。

## 概要
ふぁんた時間はNTTラーニングシステムズが2006年（平成18年）10月より提供を始め、累計68万人に配信している（2010年12月現在）。
名作童話にイラストレーターによる絵と、声優のナレーションや効果音を付けてデジタル加工した絵本を、スマートフォンやタブレット端末で楽しむことが出来る。
2011年までは主に映像絵本版とオーディオブック版の二つがあり、オーディオブック版はiTunesのポッドキャスティングのサイトからダウンロードするものであったが、同年9月に映像絵本版と朗読版に変更となった。
使い方は映像絵本版と朗読版で異なり、映像絵本は読み聞かせアプリとしてiTunes Storeなどのコンテンツ配信サービスからダウンロードするのに対し、朗読版は公式サイトふぁんた時間からコンテンツをダウンロードして視聴する（2012年10月現在）。
ふぁんた時間の作品には宮沢賢治や新美南吉など青空文庫になっている著作権フリーの作品を扱っている。

## 作品一覧

### 映像絵本版
- ブレーメンの町楽隊(ブレーメンの音楽隊） 作：グリム兄弟 訳：楠山正雄 絵：芳川豊 声：中村知子
- ごんぎつね 作：新美南吉 絵：芳川豊 声：三戸貴史
- 猫の事務所 作：宮沢賢治 絵：磯村仁穂 声：恒松あゆみ
- どんぐりと山猫 作：宮沢賢治 絵：大賀葉子 声：三戸貴史
- オツベルと象 作：宮沢賢治 絵：大賀葉子 声：三戸崇史
- グスコーブドリの伝記 作：宮沢賢治 声：三戸崇史
- てぶくろを買いに 作：新美南吉 絵：芳川豊 声：中村知子
- 一房の葡萄 作：有島武郎 絵：芳川豊 声：加藤英美里
- 走れメロス 作：太宰治 絵：芳川豊 声：三戸崇史

全9作品（2012年10月現在）

### 朗読版
- てぶくろを買いに 作：新美南吉 声：中村知子
- 星の銀貨 作：グリム兄弟 訳：楠山正雄 声：中村知子
- かにのしょうばい 作：新美南吉 声：中村知子
- ひとつの火 作：新美南吉 声：大島由莉子
- でんでんむしのかなしみ 作：新美南吉 声：中村知子
- 去年の木 作：新美南吉 声：中村知子
- ごんぎつね 作：新美南吉 声：三戸貴史
- 赤ずきんちゃん 作：グリム兄弟 訳：楠山正雄 声：中村知子
- きつねのつかい 作：新美南吉 声：野引香里
- 売られていったくつ 作：新美南吉 声：中村知子
- おおかみと七ひきのこどもやぎ(狼と七匹の子山羊) 作：グリム兄弟 訳：楠山正雄 声：野引香里
- 赤いろうそく 作：新美南吉 声：中村知子
- いちょうの実 作：宮沢賢治 声：中村知子
- 里の春、山の春 作：新美南吉 声：野引香里
- かごかき 作：新美南吉 声：大島由莉子
- ブレーメンの町楽隊(ブレーメンの音楽隊） 作：グリム兄弟 訳：楠山正雄 声：中村知子
- あめだま 作：新美南吉 声：恒松あゆみ
- 長靴をはいた猫 作：シャルル・ペロー 訳：楠山正雄 声：恒松あゆみ
- 正坊とクロ 作：新美南吉 声：久嶋志帆
- 注文の多い料理店 作：宮沢賢治 声：中村知子
- 灰だらけ姫（シンデレラ） 作：シャルル・ペロー 訳：楠山正雄 声：恒松あゆみ
- 王様と靴屋 作：新美南吉 声：野引香里
- ごぞうさんのおきょう 作：新美南吉 声：恒松あゆみ
- どんぐりと山猫 作：宮沢賢治 声：三戸貴史
- セロ弾きのゴーシュ 作：宮沢賢治 声：三戸貴史・恒松あゆみ
- 猫の事務所 作：宮沢賢治 声：恒松あゆみ
- お菓子の大舞踏会 作：夢野久作 声：中村知子
- 金のくびかざり 作：小野浩 声：中村知子
- オツベルと象 作：宮沢賢治 声：三戸崇史
- きつね 作：新美南吉 声：恒松あゆみ
- 毒もみのすきな署長さん 作：宮沢賢治 声：三戸崇史
- やまなし 作：宮沢賢治 声：中村知子
- 銀の笛と金の毛皮 作：豊島与志雄 声：恒松あゆみ
- 走れメロス 作：太宰治 声：三戸崇史
- 税務署長の冒険 作：宮沢賢治 声：三戸崇史
- 眠る森のお姫さま （眠れる森の美女） 作：シャルル・ペロー 訳：楠山正雄 声：中村知子
- ジャックと豆の木 作：シャルル・ペロー 訳：楠山正雄 声：恒松あゆみ
- 氷河鼠の毛皮 作：宮沢賢治 声：三戸崇史
- 鳥をとるやなぎ 作：宮沢賢治 声：中村知子
- 月夜のけだもの 作：宮沢賢治 声：三戸崇史
- 母をたずねて三千里 作：エドモンド・デ・アミーチス 声：恒松あゆみ
- やんちゃオートバイ 作：木内高音 声：中村知子
- さるのこしかけ 作：宮沢賢治 声：三戸崇史
- 美女と野獣（ラ・ベルとラ・ベート） 作：G・ド・ヴィルヌーヴ夫人 訳：楠山正雄 声：恒松あゆみ
- グスコーブドリの伝記 作：宮沢賢治 声：三戸崇史
- 車 作：宮沢賢治 声：矢澤喜代美
- ばかな汽車 作：豊島与志雄 声：中村知子
- 彗星の話 作：豊島与志雄 声：中村知子
- あのときの王子くん（星の王子様） 作：シャルル・ペロー 訳：大久保ゆう 声：恒松あゆみ
- シグナルとシグナレス 作：宮沢賢治 声：中村知子・矢澤喜代美・平野夏那子
- カイロ団長 作：宮沢賢治 声：恒松あゆみ
- 黒ぶどう 作：宮沢賢治 声：平野夏那子
- 蜘蛛の糸 作：芥川龍之介 声：三戸崇史
- 待つ 作：太宰治 声：中村知子
- トロッコ 作：芥川龍之介 声：三戸崇史
- 蜜柑 作：芥川龍之介 声：三戸崇史
- ばにばにベンジャミンのはなし（ピーターラビット） 作：ビアトリクス・ポター 訳：大久保ゆう 声：田中美優
- あなうさピーターのはなし（ピーターラビット） 作：ビアトリクス・ポター 訳：大久保ゆう 声：恒松あゆみ

全58作品（2012年10月現在）